# گوبی‌های نگهبان
گوبی‌های نگهبان (نام علمی: Cryptocentrus) نام یک سرده از تیره گاوماهیان است.